# پارک و مرکز ریاست جمهوری بیل کلینتون

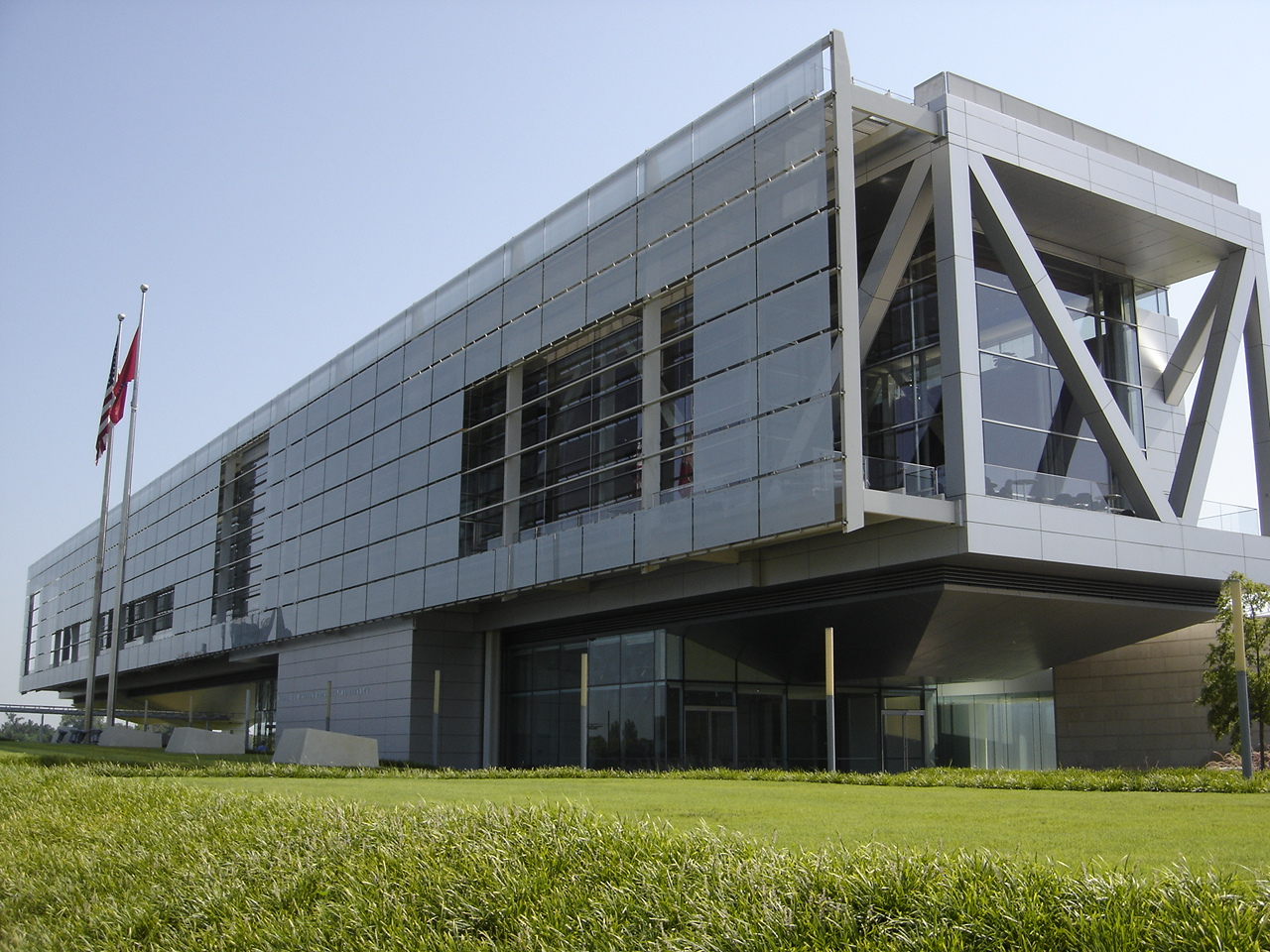
ساختمان اصلی کتابخانه

پارک و مرکز ریاست جمهوری بیل کلینتون (به انگلیسی: William J. Clinton Presidential Center and Park) یک مرکز فرهنگی و کتابخانه اسناد دولتی دوران ریاست جمهوری بیل کلینتون است.
این مرکز فرهنگی در شهر لیتل راک قرار دارد.